# اسپایک آلبرشت
اسپایک آلبرشت (انگلیسی: Spike Albrecht؛ زادهٔ ۲۴ اوت ۱۹۹۲) بازیکن بسکتبال اهل ایالات متحده آمریکا است.